# Schmalböcke
Die Schmalböcke (Lepturinae) (englisch flower longhorns) sind eine Unterfamilie der Bockkäfer (Cerambycidae). Sie sind weltweit verbreitet und beinhalten mehr als 1500 Arten in rund 210 Gattungen. Die Arten der Schmalböcke leben vor allem in der nördlichen Hemisphäre und hier insbesondere in der Holarktis, nur vergleichsweise wenige Arten sind auf der südlichen Hemisphäre anzutreffen.

## Merkmale

### Käfer
Die Schmalböcke sind durch ihren meist schlanken Körperbau charakterisiert. Sie sind klein bis mittelgroß, mit Körperlängen zwischen 3,5 und 35 Millimeter. Der Kopf sitzt meist etwas geneigt an, in der Regel mit deutlichen, verlängerten Schläfen hinter den Augen, dahinter manchmal noch ein abgesetzter Hals. Die Antennen setzen vor oder zwischen den Augen an, mit einem deutlichen Abstand zu den Mandibeln, und sie haben eine moderate Länge, niemals länger als etwa die zweifache Körperlänge. Sie sind fadenförmig (filiform), selten gesägt. Das zweite Antennomer ist, wie bei allen Bockkäfern, vergleichsweise kurz. Die Augen sind oval und können vergrößert und etwa nierenförmig sein, aber nie stark eingeschnitten oder gar geteilt, sie können je nach Art fein oder gröber facettiert sein. Die Mundwerkzeuge sind mehr oder weniger prognath, meist schräg nach vorn geneigt, die einspitzigen (selten meißelförmigen) Mandibeln besitzen eine Reibefläche (Mola) und einen dichten Borstensaum entlang der Schneidekante. Die Maxillen und das Labium sind gut entwickelt, die letzten Segmente beider Palpenpaare sind am Apex abgestumpft. Die membranöse Ligula ist schmal und häufig zweilappig, das Mentum  flach und meist trapezförmig. Zwischen den Maxillen ist von unten ein deutlicher, mehr oder weniger langer, als Gulamentum (verschmolzene Sklerite der Gula und des Mentum) bezeichneter Fortsatz sichtbar.
Die Deckflügel (Elytren) sind meist nach hinten verschmälert, selten etwas verkürzt, mit variablen Enden. Die Hinterflügel sind in Ruhelage am Ende gefaltet unter den Elytren, sie sind nur extrem selten verkürzt. Sie können eine geschlossene Analzelle besitzen, die Radialzelle ist immer geschlossen. Die Beine sind sehr schlank. Die Tarsen sind pseudotetramer, das vierte Tarsenglied ist entsprechend sehr klein. Die anderen Tarsenglieder tragen deutliche Haftpolster, wobei die Polster manchmal am ersten Tarsomer fehlen können. Die Vorderhüften (Procoxen) sind groß, hervorstehend und konisch bis zapfenförmig geformt, die Hüfthöhlen nach außen gewinkelt und meist nach hinten offen, der zwischen ihnen liegende Prosternalfortsatz meist schmal. Das Mesoscutum besitzt gewöhnlich eine vollständige mediane Endocarina und eine geteilte Stridulationsplatte. Das Pronotum besitzt keine seitlichen Kiele (Carinae), kann aber dort einen Tuberkel oder Zahn tragen.

### Larven
Die Larven der Schmalböcke sind in der Regel mehr oder weniger stark abgeflacht. Sie besitzen eine annähernd quadratische bis transverse Kopfkapsel, die hinter der Kopfmitte erweitert ist und am Hinterrand eine mehr oder weniger deutliche dreieckige Aussparung hat. Die Beine sind deutlich viergliedrig und die Klauen zeigen eine deutliche Borste auf. Epipleuren ragen an den Hinterleibssegmenten 6 bis 9 hervor, teilweise auch am zehnten. Von den Larven der nahe verwandten Necydalinae lassen sie sich nur anhand der unterschiedlichen Ausprägung der Dorsalampullen und der Lateralfurchen des Hinterleibs und der Bedornung des Prothorax unterscheiden.

## Verbreitung
Der Verbreitungsschwerpunkt der Schmalböcke liegt in der Holarktis auf der nördlichen Hemisphäre, von der aus sie in südlichere Bereiche sowohl in die Neotropis in Amerika wie auch die Orientalis in Asien und die Afrotropis in Afrika ausstrahlen. Einzige afrotropische Art ist die ostafrikanische Apiocephalus punctipennis. Sie erreichen mit wenigen Arten die  Wallacea und Neuguinea, fehlen aber in Australien.

## Lebensweise

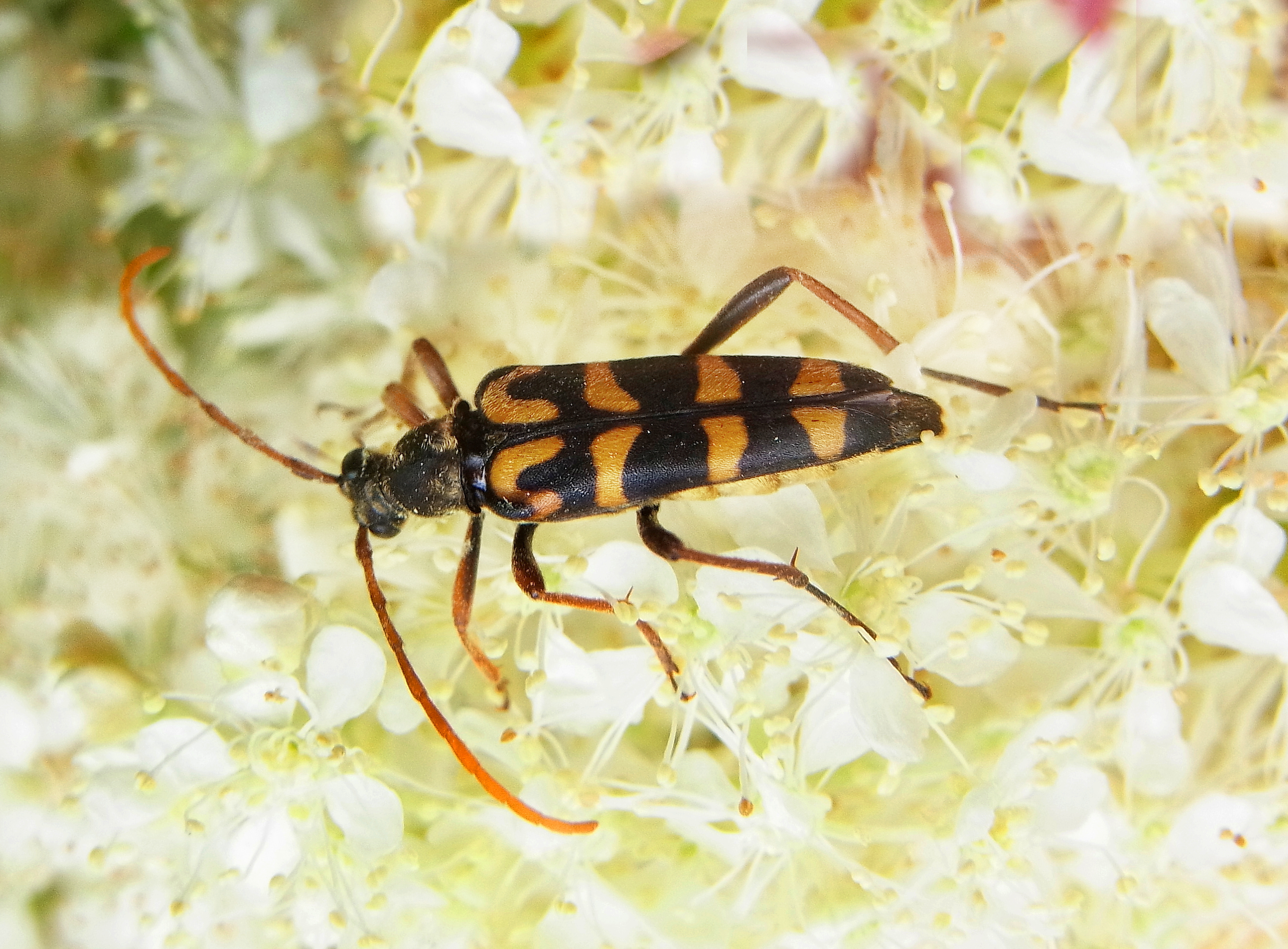
Bogenförmiger Halsbock (Leptura annularis), Weibchen auf Mädesüß

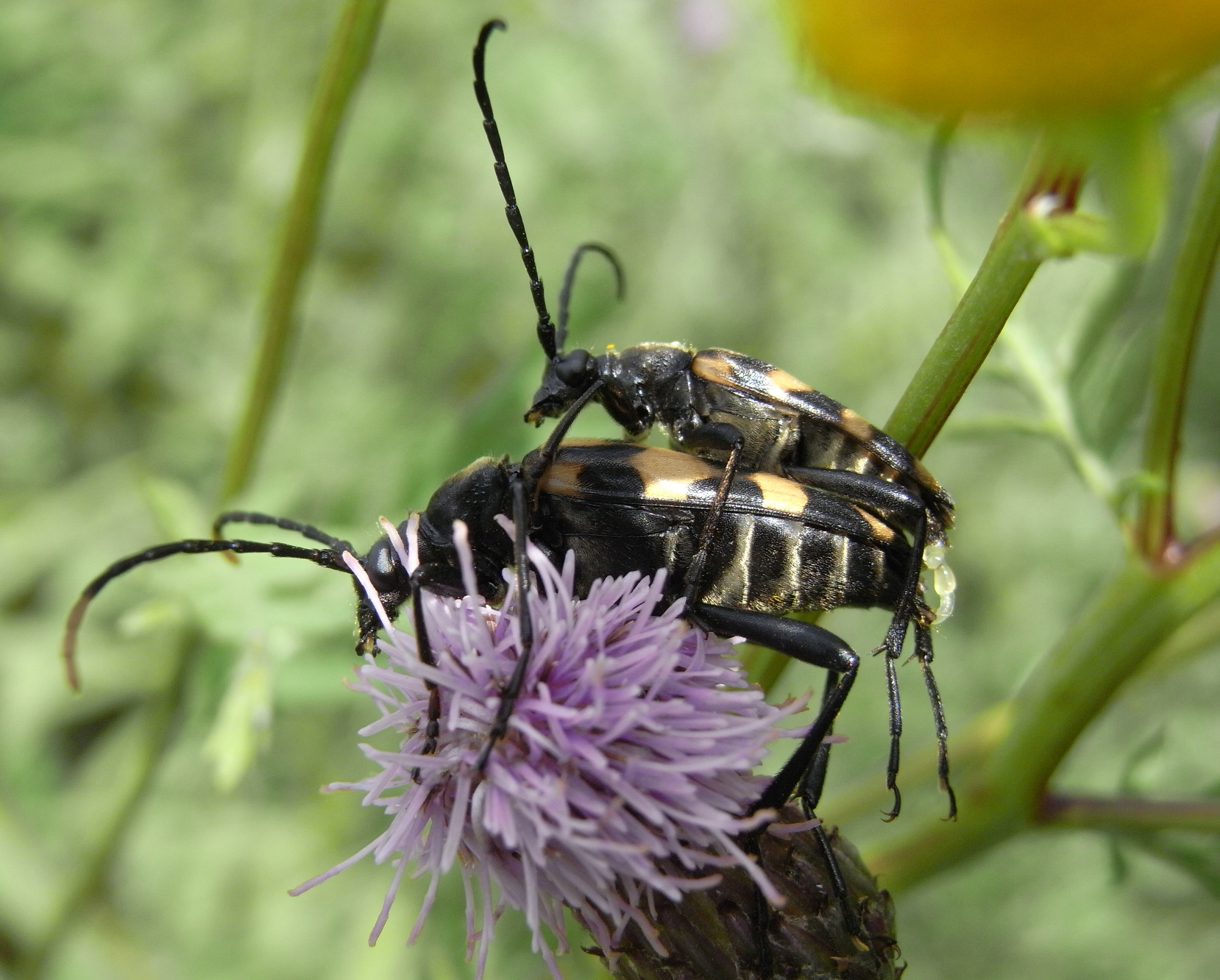
Vierbindiger Schmalbock (Leptura quadrifasciata) bei der Paarung

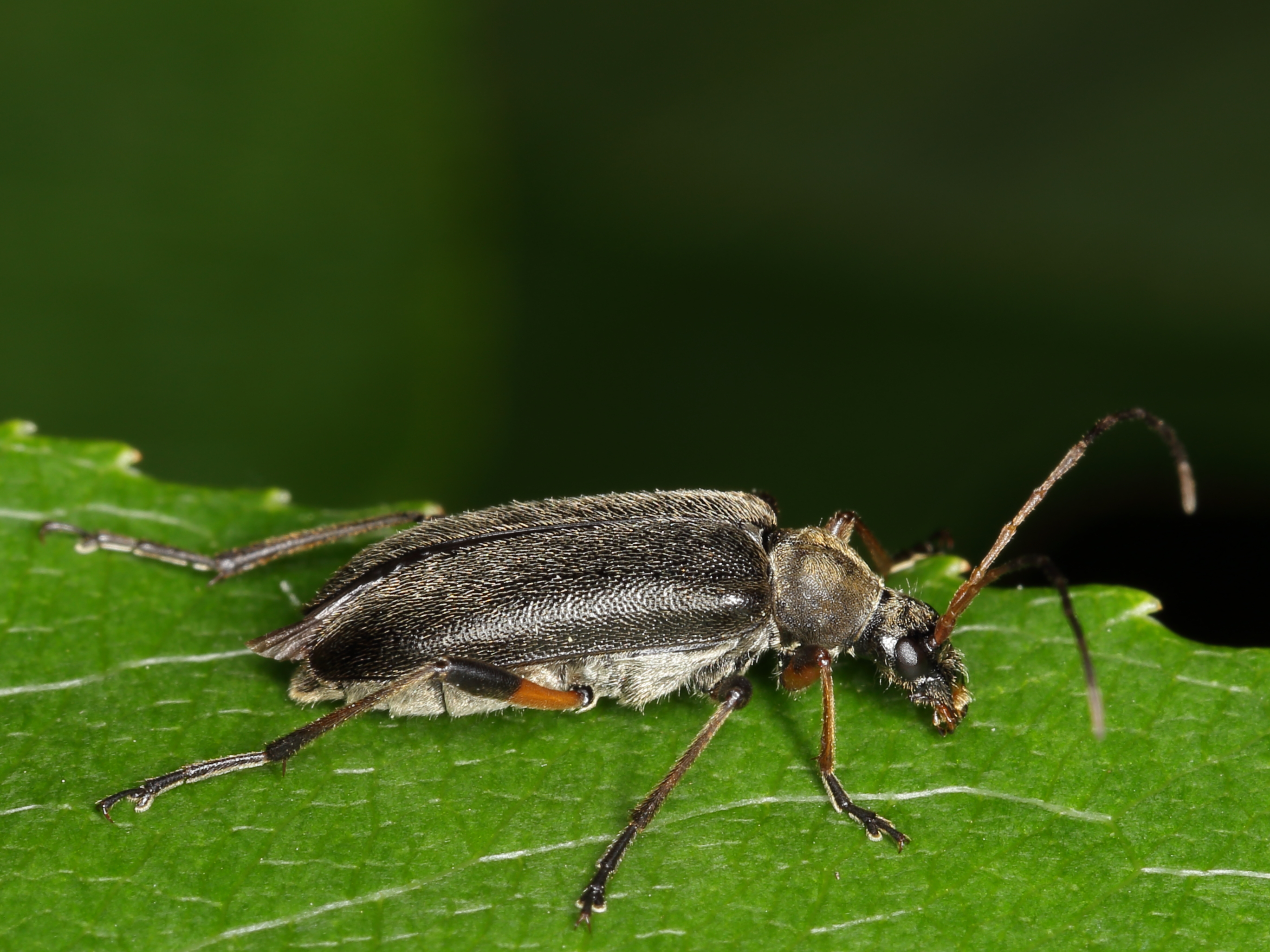
Schwarzer Tiefaugenbock (Cortodera femorata)

Die Imagines sind meist obligatorische Blütenbesucher, wo sie sich von Pollen und Nektar ernähren. Zur Aufnahme dieser Nahrung sind die Mundwerkzeuge entsprechend angepasst. Dabei besuchen sie die Blüten von Bäumen, Sträuchern oder auch Kräutern je nach Verfügbarkeit. Einige Arten ernähren sich zudem von Pilzsporen. Sie sind häufig tagaktiv, es gibt jedoch auch dämmerungsaktive und nachtaktive Arten. Die Imagines leben in der Regel einige Wochen bis wenige Monate. Sie verpaaren sich meistens auf Blüten, wobei bislang keine Pheromone der Weibchen zur Anlockung männlicher Käfer nachgewiesen wurden. Die Weibchen legen ihre Eier in das Nahrungssubstrat der Larven, also meist unter die Rinde von Ästen oder in andere passende Substrate, bei wurzellebenden Arten auch in den Boden nahe der Wirtspflanzen.
Die Entwicklungszeit der Larven im Holz beträgt in der Regel mehrere Jahre. Die mehr oder weniger stark abgeplatteten Larven leben teilweise unter der Rinde von Bäumen, häufiger in mehr oder weniger verrottetem Totholz und ernähren sich von abgestorbenem Holz, seltener in lebenden Holzteilen oder der Rinde lebender Bäume (fast nur Tribus Rhagiini), andere leben in Wurzeln oder auch im Boden. Nicht wenige Arten dringen in die Wurzeln vor oder sind obligat wurzellebend. Hinzu kommen Spezialisten wie der Schwarze Tiefaugenbock (Cortodera femorata), der sich vor allem in Nadelbaumzapfen entwickelt, oder der Kleine Halsbock (Pseudovadonia livida), dessen Larven sich frei im Boden lebend von den Hyphen des Nelken-Schwindlings (Marasmius oreades) ernähren. Auch die Verpuppung findet in der Regel im Holz statt, einige Arten verpuppen sich auch im Boden.

## Systematik und Taxonomie
Die Lepturinae wurden 1802 von dem französischen Entomologen Pierre André Latreille als  Tribus Lepturini etabliert. Die namensgebende Gattung Leptura wurde von Carl von Linné erstbeschrieben, der sie 1758 in seine 10. Auflage seiner Systema Naturae aufnahm. In der Folge wurden zahlreiche Arten unter dem Gattungsnamen Leptura beschrieben, die heute eigenständigen Gattungen zugeordnet werden. Die Unterfamilie wird heute weitgehend als monophyletisch betrachtet und hat einige Apomorphien aufzuweisen. Von Edmund Reitter wurde die Gruppe noch als Tribus Lepturini innerhalb der Cerambycinae betrachtet, mittlerweile hat sie sich als eigenständige Unterfamilie etabliert.
Sie ist in sieben Triben unterteilt. Eine Auswahl der Gattungen und Arten findet sich bei Systematik der Bockkäfer.
Die Einteilung in Triben erfolgte hauptsächlich nach morphologischen Gesichtspunkten, die jedoch nicht immer auf eine gemeinsame Abstammung hindeuten. Nachfolgend eine Übersicht der Triben der Lamiinae. Die ursprüngliche Zusammenstellung erfolgte nach der Datenbank BioLib.
- Teledapini Pascoe, 1871
- Desmocerini Blanchard, 1845
- Xylosteini Reitter, 1913
- Rhagiini Kirby, 1837
- Lepturini Latreille, 1804
- Caraphiini Ohbayashi, Lin & Yamasako, 2016

Zusätzlich werden bei BioLib die Necydalini als Tribus aufgeführt, die jedoch in der Regel als eigene Unterfamilie Necydalinae Latreille, 1825 gefasst werden.

## Belege
1. 1 2 3 4 5 6 7  Qiao, Wang: Cerambycidae of the world : biology and pest management. Boca Raton 2017, ISBN 978-1-315-31324-5, S. 56–59.
2. 1 2 3 4  Petr Svacha and John F. Lawrence: Cerambycidae. In Niels P. Kristensen & Rolf G. Beutel (editors): Handbook of Zoology. Arthropoda: Insecta, Coleoptera, Beetles. Volume 3: Morphology and Systematics (Phytophaga). Walter de Gruyter, Berlin und Boston 2014. ISBN 978-3-11-027370-0. Lepturinae S. 152–157.
3. ↑  Bernhard Klausnitzer, Ulrich Klausnitzer, Ekkehard Wachmann, Zdeněk Hromádko: Die Bockkäfer Mitteleuropas. Die Neue Brehm-Bücherei 499, Band 1, 4. Auflage. VerlagsKG Wolf, Magdeburg 2018, ISBN 978-389432-864-1; S. 97–105.
4. 1 2 3 4  Unterfamilie: Lepturinae Latreille, 1802. In: Bernhard Klausnitzer, Ulrich Klausnitzer, Ekkehard Wachmann, Zdeněk Hromádko: Die Bockkäfer Mitteleuropas. Die Neue Brehm-Bücherei 499, Band 2, 4. Auflage. VerlagsKG Wolf, Magdeburg 2018, ISBN 978-389432-864-1; S. 349 ff.
5. ↑  Edmund Reitter: Fauna Germanica. Die Käfer des deutschen Reiches. 4. Band, zusammengestellt und redigiert von Dr. K.G. Lutz, Stuttgart: K.G. Lutz, 1912 (= Schriften des Deutschen Lehrervereins für Naturkunde, 27. Band). (Eintrag: Tribus Lepturini, online).
6. ↑  
Bousquet, Heffern, Bouchard, Nearns: Catalogue of family-group names in Cerambycidae (Coleoptera)., 2009 Magnolia Press, ZOOTAXA (online-PDF) (Memento vom 30. September 2017 im Internet Archive).
7. ↑  BioLib, z. s.: Taxon profile, Eintrag: Lepturinae, eingesehen am 2. August 2019.